# Neptunidraco
Neptunidraco ammoniticus
Genre
Espèce
Neptunidraco  est un genre éteint de grands crocodyliformes marins de la famille des métriorhynchidés et de la sous-famille des géosaurinés ayant existé au Jurassique moyen (Bajocien supérieur à Bathonien inférieur), il y a environ entre 169 et 167 Ma (millions d'années), ce qui en fait le plus ancien métriorhynchidé connu. Ses restes fossiles ont été découverts dans le nord-est de l'Italie.
Une seule espèce est rattachée au genre : Neptunidraco ammoniticus, décrite en 2011 par Andrea Cau et Frederico Fanti.

## Étymologie
Le nom de genre Neptunidraco est composé du mot du grec ancien drákôn, « dragon » et de Neptune, le dieu romain des mers et des océans ainsi que du règne aquatique, pour donner « dragon de Neptune ». Le nom d'espèce rappelle le sédiment d'où provient le fossile, les calcaires à faciès ammonitico rosso, et leur richesse en ammonites.

## Découverte
Neptunidraco a été découvert dans les calcaires du faciès ammonitico rosso de Vénétie. Il s'agit d'un crâne partiel avec une mandibule et quelques vertèbres. Un autre crâne partiel, connu précédemment sous le nom de « Steneosaurus » barettoni a été attribué au genre en 2013 par Andrea Cau, sans attribution d'espèce : Neptunidraco sp..

## Description

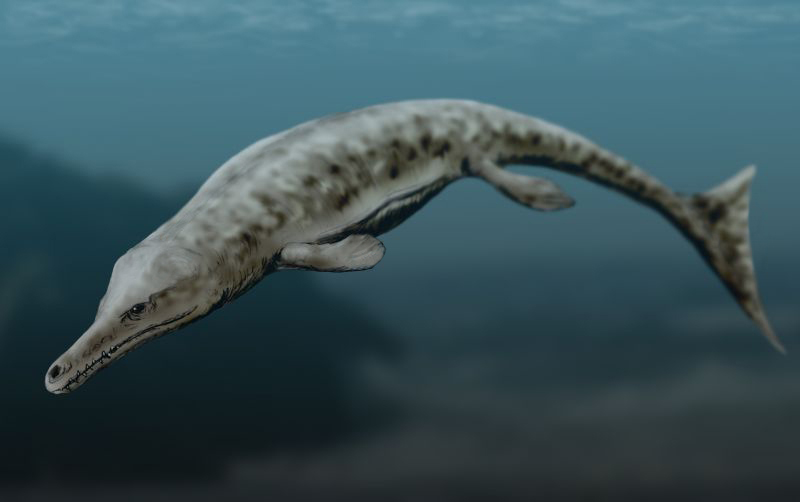
Vue d'artiste de Neptunidraco ammoniticus.

### Taille
La longueur totale de Neptunidraco est difficile à estimer, car basée sur un seul spécimen très partiel. En évaluant que le crâne partiel retrouvé avait une longueur originelle de 80 centimètres, la longueur totale de l'animal pourrait atteindre 4 mètres.

### Anatomie
Neptunidraco possède un museau assez allongé, portant des dents assez longues et tranchantes. Ses os préfrontaux sont développés et forment une sorte de visière au-dessus de ses orbites. Ses ouvertures (fenestrae) supra-temporales sont de grande dimension et de forme globalement elliptique.
Le crâne de Neptunidraco montre des caractères primitifs, lui conférant une position basale parmi les Metriorhynchidae. Cependant son crâne est plus profilé que celui de la plupart des espèces plus récentes du Callovien,.